# 悉多

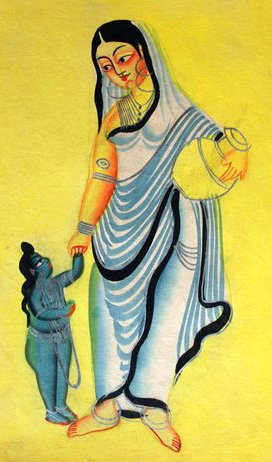
悉多

悉多是印度史詩羅摩衍那的女主角，大神毗濕奴化身的羅摩的妻子，因此一般人亦認為悉多是吉祥天女的化身。悉多原是彌梯羅國國王遮那加的公主，遮那加年邁無子，作祭祀求神賜子，祭典期間在大地中出現了一個女娃，便是悉多，遮那加認為是天神的恩賜，所以立誓要能拉開濕婆的神弓的人才能成為悉多的丈夫，結果只有羅摩成功拉開神弓，悉多就此成為拘薩羅國的太子妃。後來羅摩自願放逐，悉多跟隨，在放逐期間，羅剎女欲勾引羅摩，但羅摩都不為所動，因此羅剎女要求羅剎王羅波那消滅悉多。羅波那被悉多的美色吸引，希望收為妃子，但悉多不肯，羅波那藉機引開羅摩後擄走了悉多。
在哈奴曼的協助下，羅摩在楞伽島之戰中擊敗了羅波那，拯救了悉多。悉多雖然獲救，卻被羅摩質疑她清白之身，於是悉多走入火堆中，向火神發願以證清白，最終由火神從火堆中帶出悉多，以證其清白之身。羅摩登基後，國民又質疑悉多，悉多只好躲到淨修林中誕下雙胞胎，雙胞胎兄弟俱舍及羅婆得到蟻垤仙人的照顧，變得文武全才。在一次機遇中，羅摩相認了兩兄弟，悉多再次向天神許願以證身，最終悉多得到天神的祝福，回到大地內。

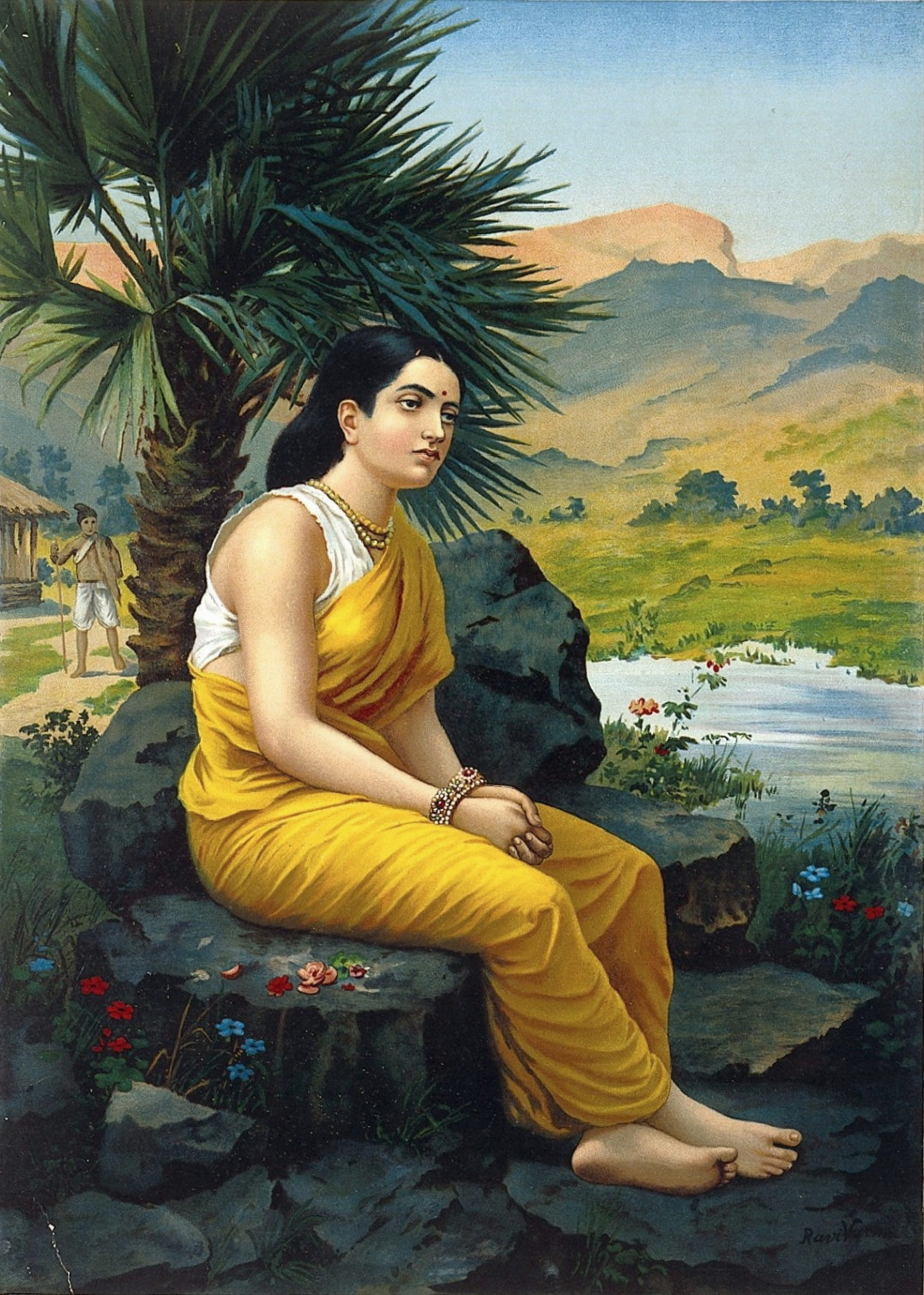
悉多的繪畫
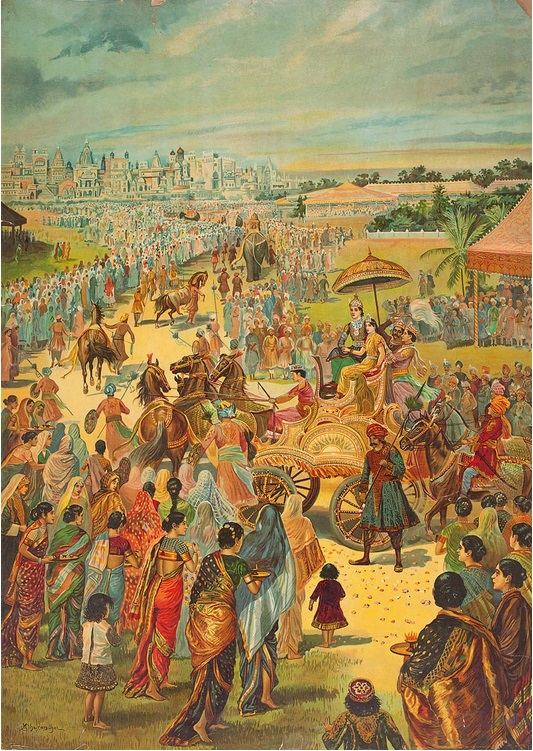
悉多的婚禮
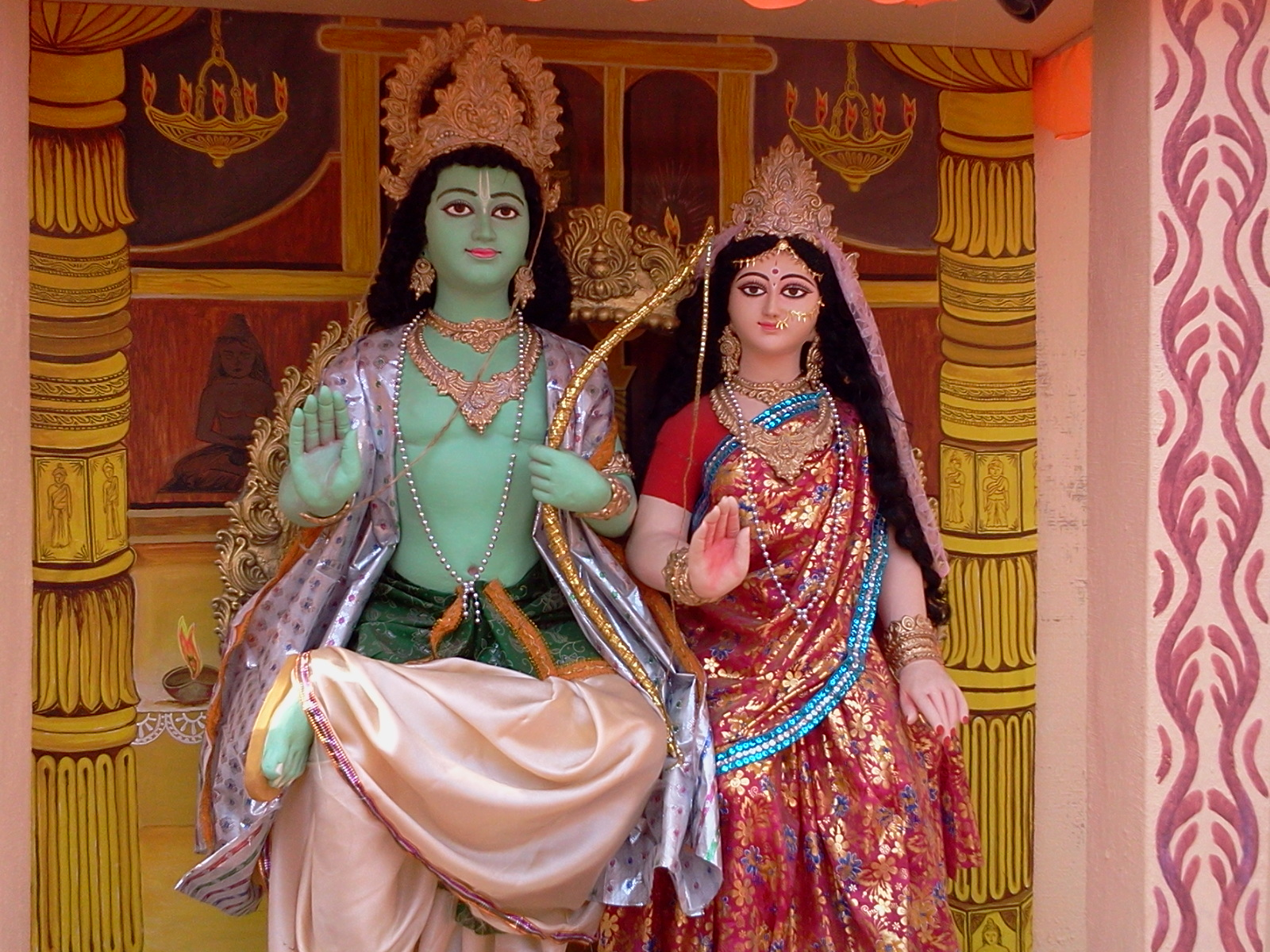
羅摩和悉多
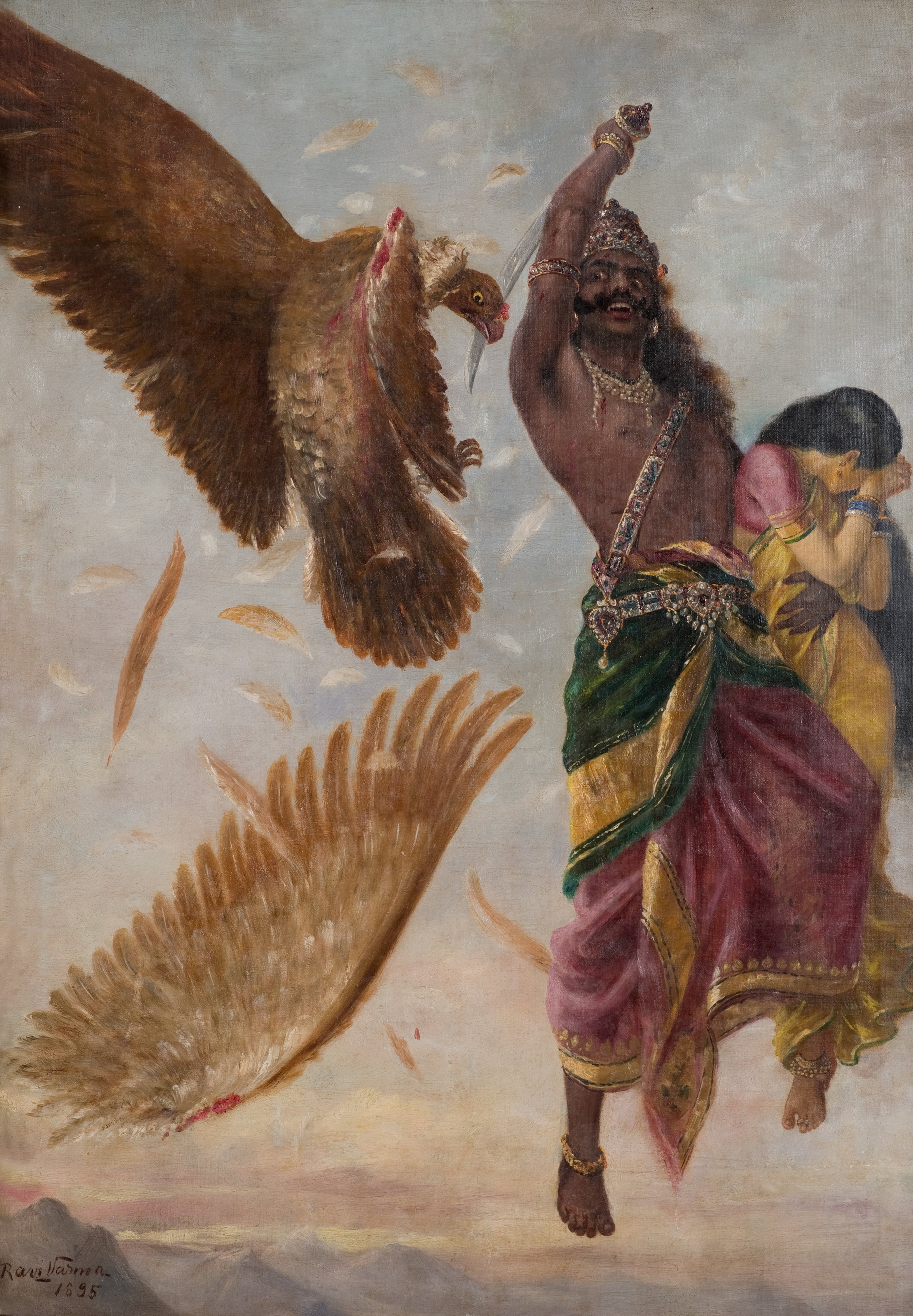